# 하즙
하즙(河楫, 1303년 ~ 1380년)은 고려 후기의 문신이다. 본관은 진양(晉陽). 자는 득제(得齊). 호는 송헌(松軒)이다. 문하찬성사(門下贊成事)로 치사하고 진주군(晉州君)으로 책봉되었다. 시호는 원정(元正)이다.

## 생애
1303년 진주의 이구산 밑 여사촌(현재 남사)에서 출생했다. 1321년 음서(천거)로 판도좌랑(判圖佐郞)으로 출사했으며 삼사(三司)의 판관(判官)을 역임하고 이후, 1324년(충숙왕(忠肅王) 11년) 문과에 응시하여 갑과(甲科) 3등으로 급제하였다. 1347년(충목왕 3) 2월에 전민(田民)의 겸병사태(兼倂事態)를 바로잡기 위하여 설치된 정치도감(整治都監)의 정치관(整治官)으로 활동하였다. 사헌부 대관으로 재임시 기황후(奇皇后)의 친족인 기삼만(奇三萬)의 불법적인 토지겸병을 처벌하는 과정에서 그가 옥사(獄死)하게 되자, 그 해 10월 원나라에서 온 직성사인(直省舍人) 승가노(僧家奴)에 의해 백문보(白文寶)·신군평(申君平)·남궁민(南宮敏) 등의 정치관들과 함께 장형에 처했다. 벼슬은 문하찬성사(門下贊成事)로 치사하고 진천부원군(晉川府院君)으로 책봉되었다. 시호는 원정(元正)이다.

## 가족
- 조부 : 하보(河保)
  - 아버지 : 하직의(河直漪)
  - 어머니 : 진주 정씨 부인
    - 부인 : 철성 이씨(鐵城李氏,진한대부인)
      - 아들 : 하윤원(河允源, 대사헌)
        - 손자 : 하자종(河自宗, 증좌의정)

### 직계 후손
- 하승무(24세손, 역사신학자, 시인)[5][6][7]
- 하경덕(25세손, 사회학자, 언론인)[8][9]

## 평가
후세에 강회백(姜淮伯)은 하즙의 초상화를 보고 평하기를 “도량이 존엄하며 성품이 화순하고 관대하였다. 그의 호연함은 가을 달과 같고 온화함은 봄바람과 같았다.”라고 하였다. 『진양지(晋陽誌)』권3「인물조(人物條)」에 이름이 올라 있다.

## 참고 문헌
- 『고려사(高麗史)』
- 『고려사절요(高麗史節要)』
- 『신증동국여지승람(新增東國輿地勝覽)』
- 晋陽誌
- 晉陽河氏大同譜(庚辰譜,2000년)
- 《高麗列朝登科錄》
- 하승무의 晉陽河氏 家門人物硏究